# Flexanville
Flexanville település Franciaországban, Yvelines megyében. Lakosainak száma 572 fő (2022. január 1.). Flexanville Béhoust, Garancières, Goupillières, Orgerus, Osmoy, Saint-Martin-des-Champs és Villiers-le-Mahieu községekkel határos.

## Népesség
A település népességének változása:
| Lakosok száma | 585  | 591  | 608  | 590  | 589  | 583  | 579  | 576  | 572  |
|               | 2013 | 2015 | 2016 | 2017 | 2018 | 2019 | 2020 | 2021 | 2022 |